# SAIMAN 202
SAIMAN 202 byl italský celodřevěný jednomotorový dvoumístný samonosný dolnoplošník se sedadly vedle sebe s pevným podvozkem ostruhového typu.

## Vznik
V lednu 1937 vypsalo italské ministerstvo letectví soutěž na letoun kategorie pro malou turistiku. Stanovený termín předvedení sedmi přihlášených leteckých výrobců se musel několikrát odkládat, nestihlo se ani představení vítěze konkurzu na podzim 1937 na aerosalonu v Miláně. Státní podsekretář v italském ministerstvu letectví, generál Valle, byl nucen prodloužit konání soutěže na letišti Guidonia na 1. březen 1938. V tento den se objevily pouze dva typy, Ambrosini SAI.3 a SAIMAN 202 s invertním řadovým čtyřválcem Alfa Romeo 110 o 88 kW, zalétaný počátkem roku na továrním letišti Lido di Roma. S mírným opožděním byl ještě přijat letoun L.A.A. ND-6.

## Vývoj

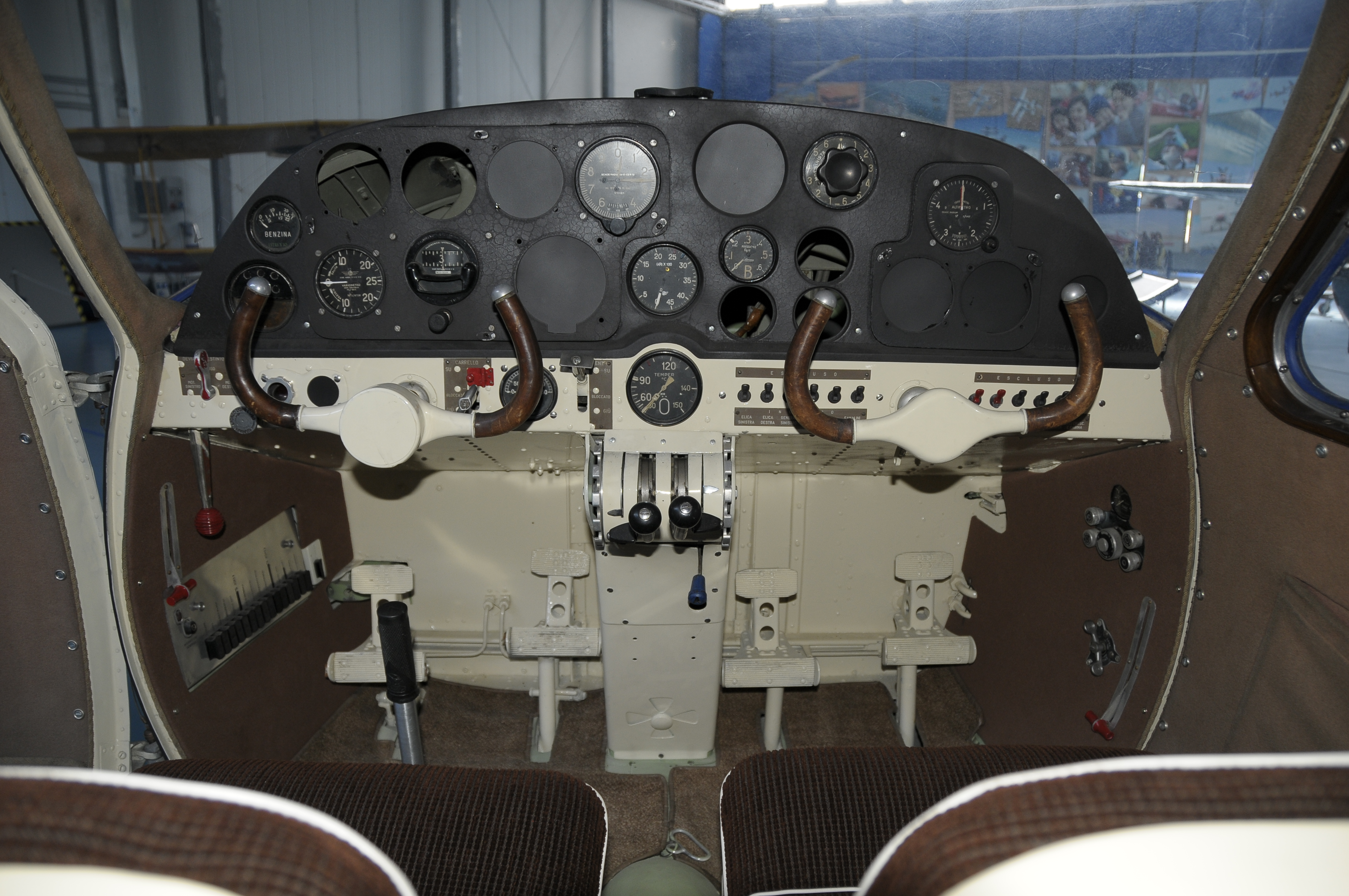
Kokpit letounu SAIMAN 202

Prototyp SAIMAN 202 (imatrikulace I-BOTT) se společně se svými konkurenty zúčastnil závodu III. Avio Raduno del Littorio, který probíhal od 16. do 24. července 1938 mezi Rimini a Benátkami. Ministerstvo ohodnotilo jako nejlepší italskou konstrukci své třídy SAIMAN 202, především pro jeho letové vlastnosti, možnosti údržby a cenu.
Po testech a soutěžích byl již mezi zákazníky znám a firma Societá Anonima Industrie Mecchaniche Aeronautiche Navali obdržela prvních šest objednávek od soukromých uživatelů. Dodávky byly zahájeny v srpnu 1938. V březnu 1939 ministerstvo objednalo sériovou výrobu 100 kusů pro civilní sektor.

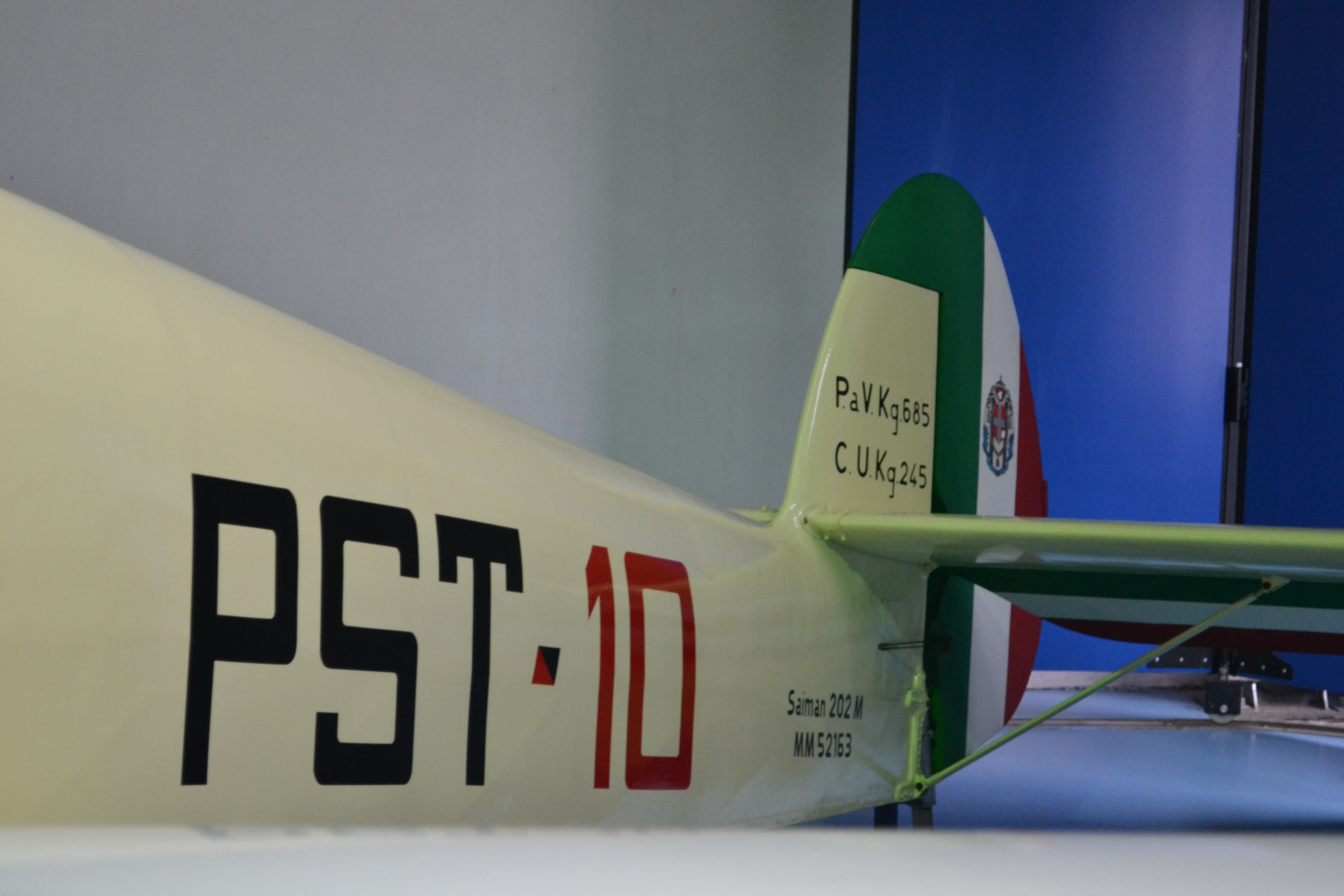
Detail ocasních ploch letounu SAIMAN 202M (MM52163), Museo dell'Aeronautica Gianni Caproni

Pro IV. závod Avio Raduno del Littorio, který se konal v červnu 1939, byla zkonstruována verze SAIMAN 202RL s maximální rychlostí 270 km/h a zvětšená čtyřmístná varianta SAIMAN 204R s pohonnou jednotkou Alfa Romeo 115 o výkonu 136 kW. Typ 204R byl následně upraven na standard SAIMAN 202VSV pro nácvik létání bez vnější viditelnosti.
V září 1939 padlo rozhodnutí o zařazení typu do druhé fáze základního leteckého výcviku italského vojenského letectva. Společně s velkou objednávkou u mateřské továrny zadalo ministerstvo letectví licenční stavbu u společností CNA v Římě, SACA v Brindisi a Caproni v Predappiu. Objednávka osmdesáti kusů u Caproni byla nakonec zrušena. Prvních 10 exemplářů pro Regia Aeronautica bylo dodáno v prosinci 1939, ve stejné době bylo v civilním sektoru registrováno 36 kusů. Sériové stroje byly dodávány ve verzích SAIMAN 202bis a 202M, rozeznatelných v odlišném prosklení boků kabiny. Výroba pokračovala u firmy Societá Anonima Construzionyi Aeronavali do června 1949.

## Nasazení
Letouny byly dodávány do leteckých škol, ke spojovací službě i jako osobní letouny leteckých přidělenců v různých částech Evropy. Němci po kapitulaci Itálie ukořistili 121 kusů, Mussoliniho Aviazione della Repubblica Sociale používala kolem 20 kusů a několik jich létalo i v rámci RAF. Také spojenecká Aeronautica Cobelligerante Italiana si ponechala své SAIMANy 202.

## Specifikace

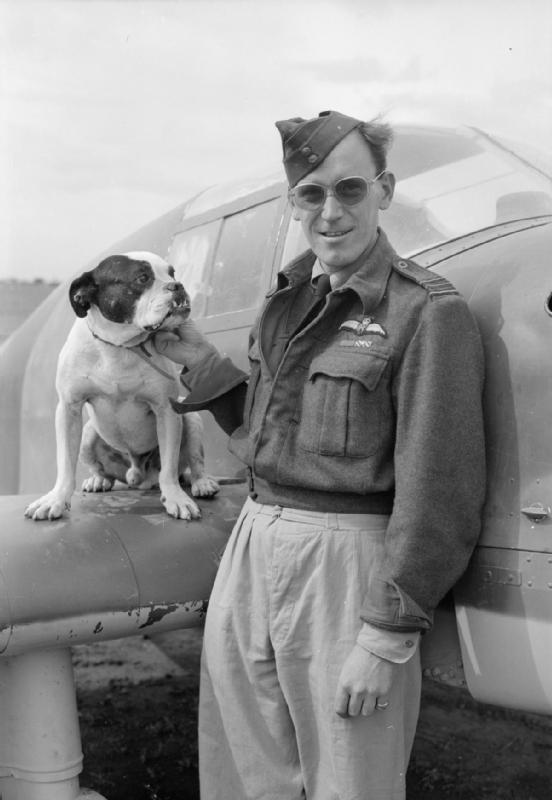
Pilot Royal Air Force Wing Commander W. G. G. Duncan-Smith pózuje s psím maskotem Bonzem u letounu SAIMAN 202 v Tortorellu v Itálii

### Technické údaje
- Osádka: 2
- Rozpětí: 10,66 m
- Délka: 7,65 m
- Výška: 1,91 m
- Nosná plocha: 17,66 m²
- Hmotnost prázdného letounu: 670 kg
- Vzletová hmotnost: 930 kg
- Pohonná jednotka: 1 × vzduchem chlazený invertní čtyřválcový řadový motor Alfa Romeo 110-1
- Výkon pohonné jednotky: 89 kW (120 hp)

### Výkony
- Maximální rychlost: 221 km/h
- Cestovní rychlost: 174 km/h
- Výstup na 3000 m: 18,5 min
- Dostup: 5050 m
- Dolet: 600 km